# 全○○大投票
全○○大投票（ぜんマルマルだいとうひょう）は、NHK BSプレミアム→NHK BSで2018年から放送されている特別番組のシリーズ。

## 概要
2017年に「ニッポンアニメ100」シリーズの一環として放送されたアニメ作品ランキング特番『発表!あなたが選ぶアニメ ベスト100!』の好評を受けて企画された。アニメ・特撮を中心とした作品群を題材に作品別など複数のカテゴリに分けデータベースを作り人気投票を行う。テーマについては幅広い世代に知名度がある・投票先が多いものが条件となっている。
投票結果は、西川貴教を司会に据えた長時間の特別番組にてファンの芸能人や作品関係者をゲストに迎えスタジオでのトークやアフレコ・ライブ企画を交えて発表するほか、事前番組として『歴史秘話ヒストリア』をモチーフとした特別番組を放送し、関係者へのインタビューを交えながらテーマ作品の歴史解説を行うとともに、投票企画の中間結果を発表する。

## 企画リスト
|    | 企画名                                 | テーマ                             | 投票カテゴリ                                                | 投票期間                       | 投票総数  |
| -- | -------------------------------------- | ---------------------------------- | ----------------------------------------------------------- | ------------------------------ | --------- |
| 1  | 全ガンダム大投票 40th                  | ガンダムシリーズアニメ作品         | アニメ作品 モビルスーツ・メカ キャラクター ガンダムソングス | 2018年3月2日 - 4月20日         | 1,740,280 |
| 2  | 全マクロス大投票                       | マクロスシリーズ                   | 作品 キャラクター メカ 歌                                   | 2019年3月1日 - 4月21日         | 254,131   |
| 3  | 全プリキュア大投票                     | プリキュアシリーズ                 | 作品 プリキュア キャラクター 歌                             | 2019年7月21日 - 8月31日        | 613,524   |
| 4  | 全るーみっくアニメ大投票               | 高橋留美子原作アニメ作品           | 作品 キャラクター エピソード 歌                             | 2019年9月17日 - 11月4日        | 210,061   |
| 5  | 全ファイナルファンタジー大投票         | ファイナルファンタジーシリーズ     | 作品 キャラクター ボス&召喚獣 音楽                          | 2019年12月20日 - 2020年2月11日 | 468,654   |
| 6  | 全エヴァンゲリオン大投票               | 新世紀エヴァンゲリオンシリーズ     | キャラクター 台詞 エヴァ 使徒                               | 2020年3月27日 - 4月29日        | 109,577   |
| 7  | 全美少女戦士セーラームーンアニメ大投票 | 美少女戦士セーラームーンアニメ作品 | キャラクター エピソード 歌                                  | 2020年10月16日 - 11月23日      | 82,706    |
| 8  | 全仮面ライダー大投票                   | 仮面ライダーシリーズ               | 作品 仮面ライダー 歌                                        | 2021年9月17日 - 10月17日       | 567,710   |
| 9  | 全ウルトラマン大投票                   | ウルトラシリーズ                   | ウルトラヒーロー ウルトラ怪獣 ウルトラメカ                  | 2022年7月15日 - 8月21日        | 355,563   |
| 10 | 全スーパー戦隊大投票                   | スーパー戦隊シリーズ               | 作品 戦隊ヒーロー 戦隊ロボ                                  | 2025年4月5日 - 5月6日          | 596,736   |

## 放送リスト
放送は主に、全ウルトラマン大投票まではNHK BSプレミアム、全スーパー戦隊大投票はNHK BS。
全ガンダム大投票
- 歴史秘話 ガンダムヒストリア（2018年4月2日 0:00 - 1:00）
- 発表!全ガンダム大投票（2018年5月5日 第1部 21:00 - 23:30、第2部 23:45 - 24:45）

全マクロス大投票
- 歴史秘話 マクロスヒストリア（2019年3月30日 23:45 - 0:45）
- 発表!全マクロス大投票（2019年5月4日 第1部 21:00 - 23:30、第2部 23:45 - 24:45）

全プリキュア大投票
- 歴史秘話 プリキュアヒストリア（2019年8月10日 18:30 - 19:00）
- 発表!全プリキュア大投票（2019年9月14日 第1部 21:00 - 23:30、第2部 23:45 - 24:45）

全るーみっくアニメ大投票
- 歴史秘話 るーみっくアニメヒストリア（2019年10月14日 16:10 - 17:00）
- 発表!全るーみっくアニメ大投票 高橋留美子だっちゃ（2019年11月16日 18:30 - 22:00）

全ファイナルファンタジー大投票
- 歴史秘話 ファイナルファンタジーヒストリア（2020年1月27日 22:30 - 23:20）
- 発表!全ファイナルファンタジー大投票（2020年2月29日 21:00 - 23:30、第2部 23:45 - 24:45）

全エヴァンゲリオン大投票
- 歴史秘話 エヴァンゲリオン ヒストリア（2020年4月10日 22:00 - 22:38）※NHK BS4Kにて初放送
- 発表!全エヴァンゲリオン大投票（2020年5月16日 22:30 - 24:30）

全美少女戦士セーラームーンアニメ大投票
- 発表!全美少女戦士セーラームーンアニメ大投票（2020年12月5日 22:30 - 24:30）

全仮面ライダー大投票
- 歴史秘話 仮面ライダー ヒストリア（2021年10月2日 22:50 - 23:45）
- 発表!全仮面ライダー大投票（2021年11月6日 22:30 - 24:30）

全ウルトラマン大投票
- 歴史秘話 ウルトラマン ヒストリア（2022年7月30日 7:30 - 8:14）
- 発表!全ウルトラマン大投票（2022年9月10日 22:00 - 24:00）

全スーパー戦隊大投票
- 発表!全スーパー戦隊大投票（2025年5月17日 19:30 - 21:30）